# Tro Bro Leon 2005
La 22e édition du Tro Bro Leon a eu le 17 avril 2005. Cette course cycliste bretonne fait partie du calendrier UCI Europe Tour 2005 en catégorie 1.1. Elle est la huitième épreuve de la Coupe de France 2005.

## Classement final
|    | Coureur            | Équipe                 |    | Temps          |
| -- | ------------------ | ---------------------- | -- | -------------- |
| 1  | Tristan Valentin   | Auber 93               | en | 5 h 2 min 32 s |
| 2  | Cédric Coutouly    | Agritubel              | +  | 30 s           |
| 3  | Mikhail Timochine  | Omnibike Dynamo Moscou |    | m.t.           |
| 4  | John Gadret        | Jartazi-Revor          | +  | 32 s           |
| 5  | Charles Guilbert   | Bretagne-Jean Floc'h   |    | m.t.           |
| 6  | Stéphane Pétilleau | Bretagne-Jean Floc'h   | +  | 37 s           |
| 7  | Jans Koerts        | Cofidis                | +  | 40 s           |
| 8  | Linas Balčiūnas    | Agritubel              |    | m.t.           |
| 9  | Sébastien Hinault  | Crédit agricole        |    | m.t.           |
| 10 | Alexandre Usov     | AG2R Prévoyance        |    | m.t.           |